# Erythroxylum ovalifolium
Erythroxylum ovalifolium är en tvåhjärtbladig växtart som beskrevs av Johann Joseph Peyritsch. Erythroxylum ovalifolium ingår i släktet Erythroxylum och familjen Erythroxylaceae. Inga underarter finns listade i Catalogue of Life.